# Alwyn Howard Gentry
Pour les articles homonymes, voir Gentry (homonymie).
Alwyn Howard Gentry (né le 6 janvier 1945 à Clay Center (Kansas), mort le 3 août 1993) est un botaniste américain spécialiste de l’écologie des régions tropicales néotropicales et plus précisément des Bignoniaceae.

## Biographie
Il a commencé à s'intéresser aux plantes tropicales lorsqu'il était étudiant en écologie tropicale au Costa Rica en 1967.
Diplômé d'un doctorat de l'université Washington de Saint-Louis en 1972, il était connu pour sa très grande expertise dans l'identification de toutes plantes ligneuses tropicales.
Il travaillait à sa mort comme conservateur au Missouri Botanical Garden. En compagnie de Theodore A. Parker III, son avion s'est écrasé dans une forêt de nuage de l’Équateur. Un prix pour la conservation de l’environnement décerné par le musée Field porte le nom de Parker et Gentry.
Il a publié dans sa carrière plus de 200 articles scientifiques et collecté plus de 80 000 spécimens de plantes.